# 莫加
莫加（Moga）是印度旁遮普邦莫加县的一个城镇。总人口124624（2001年）。

## 人口
该地2001年总人口124624人，其中男性66843人，女性57781人；0—6岁人口13984人，其中男7670人，女6314人；识字率68.48%，其中男性为70.95%，女性为65.61%。